# Hadena kruegeri
Hadena kruegeri là một loài bướm đêm trong họ Noctuidae.